# Ing. Leopold Helbich Brücke
Die Donaubrücke Grein, die seit 2006 Ing. Leopold Helbich Brücke genannt wird, steht etwa zwei Kilometer donauaufwärts von Grein im Strudengau und verbindet die Bundesländer Ober- und Niederösterreich. Sie ist nach dem Industriellen und Politiker Leopold Helbich (1926–2004) benannt.

## Lage
Am linken Ufer befindet sich das Gemeindegebiet von Grein im Bezirk Perg und am rechten Donauufer die Ortschaft Tiefenbach in der Gemeinde Ardagger im Bezirk Amstetten. Die Brücke dient der Verkehrsführung der Greiner Straße und des Donauradwegs.
Für die Bewohner des östlichen Unteren Mühlviertels ist mit der Donaubrücke seit vielen Jahren Amstetten West die am raschesten erreichbare Anschlussstelle an die West Autobahn.
Die Donaubrücke Grein steht bei Flusskilometer 2080,82. Die nächste Brücke stromaufwärts ist die beschränkt nutzbare Brücke auf dem Kraftwerk Wallsee-Mitterkirchen bei Kilometer 2094,50. Stromabwärts steht die nächste Brücke auf dem Kraftwerk Ybbs-Persenbeug bei Kilometer 2060,42.

## Beschreibung
Die in den Jahren 1965 bis 1967 gebaute Donaubrücke Grein war die erste im Freivorbau errichtete Spannbetonbrücke über die Donau in Österreich. Der Bau der Donaubrücke war damals die größte Nachkriegsbaustelle in der Region.
Die 252 m lange und 11,5 m breite Brücke hat eine 8,1 m breite Fahrbahn mit zwei Fahrspuren und markierten Fahrradstreifen sowie erhöhte, je 1,7 m breite Gehwege.
Sie hat drei Öffnungen mit Pfeilerachsabständen von 73 + 106 + 73 m. Ihr Oberbau besteht aus einem einzelligen, 6,9 m breiten leicht gevouteten Hohlkasten mit rechteckigem Querschnitt, dessen Bauhöhe von 2,42 m an den Widerlagern bis auf 4,63 m über den Pfeilern zunimmt. Auch die Gurte  und Stege haben variable Stärken. Der Spannbeton-Hohlkasten wurde nach dem System Dywidag im Freivorbau von den beiden Pfeilern aus erstellt. Die Pfeiler stehen auf Betonfundamenten, die mit Hilfe eines Senkkastens auf dem gewachsenen Fels gegründet wurden. Sie wurden mit harten Granitsteinen verkleidet, um sie vor dem Eisgang zu schützen und ihnen ein gefälligeres Aussehen zu geben.
Die Brücke wurde am 24. September 1967 eröffnet.
Der Tagesdurchschnitt des Verkehrs über die Donaubrücke im Zähljahr 2010 (Anzahl der Fahrzeuge in beiden Richtungen) betrug 4.310 Fahrzeuge (davon 3.994 im Personenverkehr und 366 im Güterverkehr). Bei dieser Zählung wurden Radfahrer nicht berücksichtigt.
In den Jahren 2014 bis 2016 wurde die Brücke umfassend saniert.
Die Brücke hat für die Schifffahrt eine Durchfahrtsöffnung für Tal- und Bergfahrten mit einer Breite von 100 m und einer Höhe von 8,31 m über HWS 2010 (Höchster Schifffahrtswasserstand).